# Ferrari 458 Italia

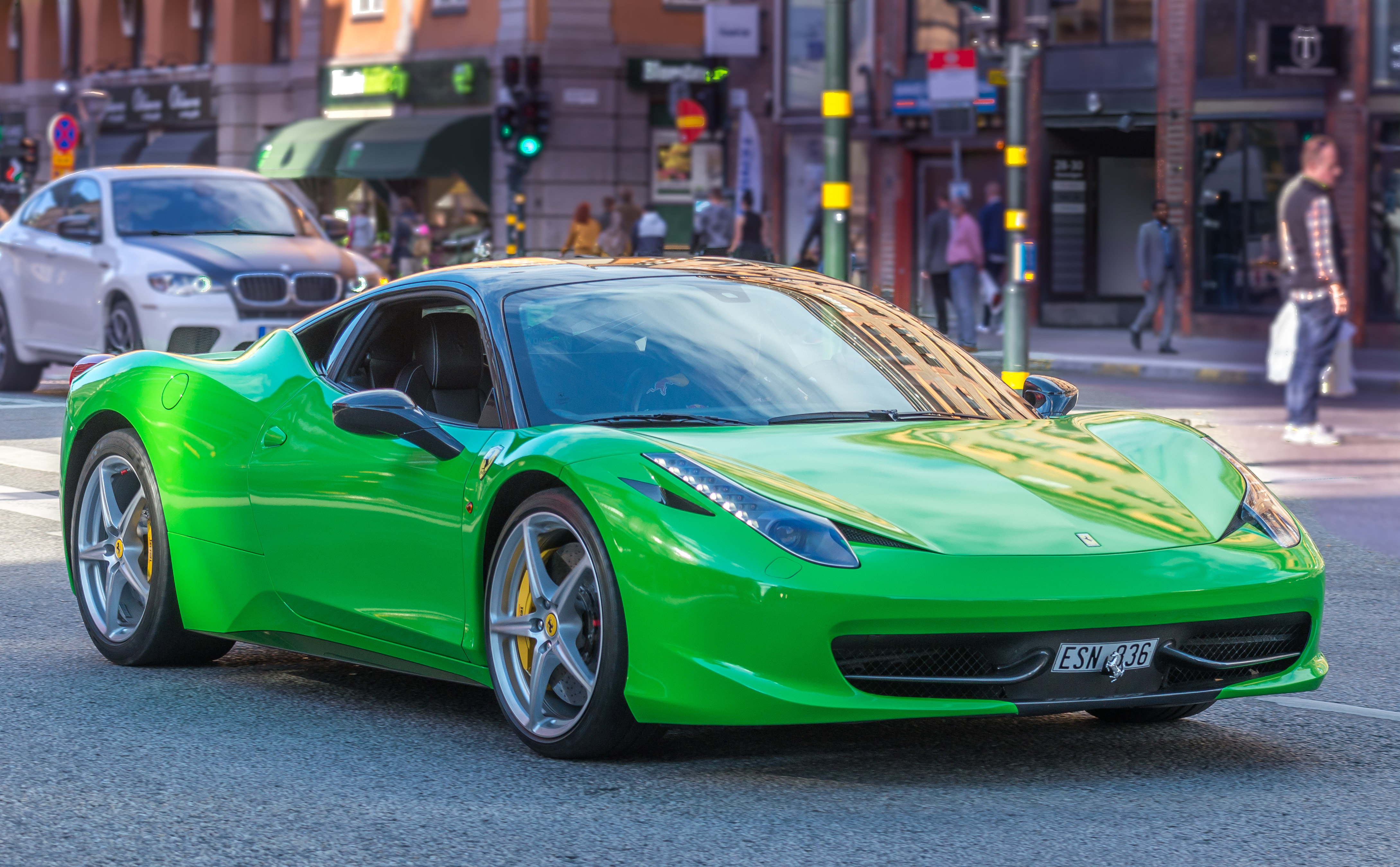
Ferrari 458 Italia på Sveavägen i Stockholm 2016.

Ferrari 458 Italia är en sportbil av den italienska biltillverkaren Ferrari. Den presenterades för första gången i september 2009.

## Ferrari 458 Italia
Bilen ersatte Ferrari F430. Den nya motorn var större än hos företrädaren och försedd med direktinsprutning. Den sjuväxlade växellådan med dubbelkoppling var en vidareutveckling från Ferrari California.458 var den sista Ferrarin med en naturligt aspirerad V8-motor. Med motorn är den också en av de bäst låtande bilarna enligt många.
2011 presenterades den öppna modellen 458 Spider med nedfällbart plåttak.
Motor:
| Modell     | Motor              | Cylindervolym | Effekt | Bränslesystem     |
| ---------- | ------------------ | ------------- | ------ | ----------------- |
| 458 Italia | 8-cyl V-motor DOHC | 4499 cm³      | 570 hk | Direktinsprutning |

## Ferrari 458 Speciale
Ferrari 458 Speciale är en version av 458 Italia. Skillnaden mellan Ferrari 458 Italia och Ferrari 458 Speciale är de nya smidda hjulen, ventilerade motorhuven, fenor sidotrösklar, högre bakre spoiler och omgjorda stötfångare, som inkluderar aktiva aerodynamik designade av Ferrari Styling Centre i samarbete med Pininfarina; främre och bakre rörliga klaffar balans neråt och uppåt i hög hastighet. Motorn har modenifieras, med 605 PS (445 kW, 597 hk) vid 9.000 rpm, 540 Nm (398 £ · ft) vridmoment vid 6 000 rpm. Elektroniska system har uppdaterats också införts sido slirvinkeln kontroll (SSC) för att förbättra bilen kontroll på vägen. SSC utför instant-till-omedelbar analys av bilens sida slip, jämföra den med målvärdet och sedan optimera både moment förvaltning (via integration med F1-Trac traction control) och momentfördelning mellan de två hjulen (via integration med E- Diff elektroniska differential). Vikt / effektförhållande (1.290 kg torr, 1395 kg på trottoaren, 90 färre än standard 458) är lika med 2,13 kg / cv, sprintar 0–60 mph på bara tre sekunder [17] (0–125 km/h på 9.1 sekunder med en svarstid på bara 0,060 sekunder). Ferrari förklarade en Fiorano testbana varvtid på 1: 23.5, endast 0,5 sekunder långsammare än F12berlinetta. Lateral acceleration når nu 1,33 g. [18]
Fordonet avtäcktes 2013 på Frankfurt Motor Show. [19] [20]
Ferrari 458 Speciale A är en cab variant av 458 Speciale. "A" står för "Aperta", som är italienska för "öppna" - och den är begränsad till endast 499 exempel. Precis som Ferrari 458 Speciale, har Aperta en 4,5 liters sugmotor V8 som ger 597 hästkrafter och ett vridmoment på 398 £. 0–60 mph eller 0–100 km/h tar bara 3,0 sekunder och en topphastighet på 202 mph eller 325 km/h. [21] Det är den mest kraftfulla, gatuveriation, Ferrari någonsin lanserats i en spindel variant med en sugmotor V8.

## Ferrari 458 Challenge
Challenge-versionen presenterades i Bologna 2010. Den är avsedd för tävlingar i Ferraris enhetsserie Challenge Trofeo Pirelli.

## Ferrari 458 GTC
GTC-versionen är avsedd för tävlingar i GT2-klassen.

## Bilder

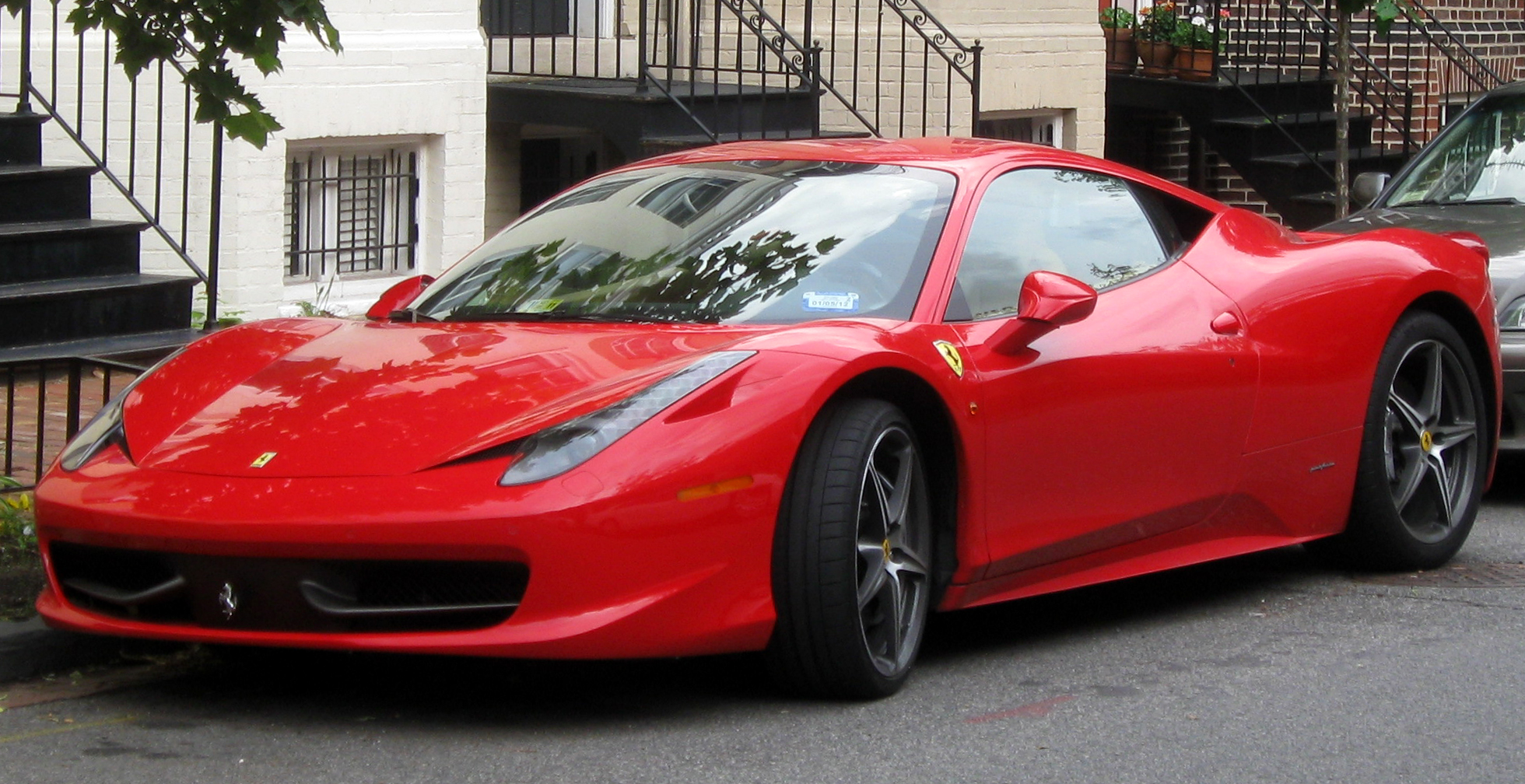
Ferrari 458 Italia
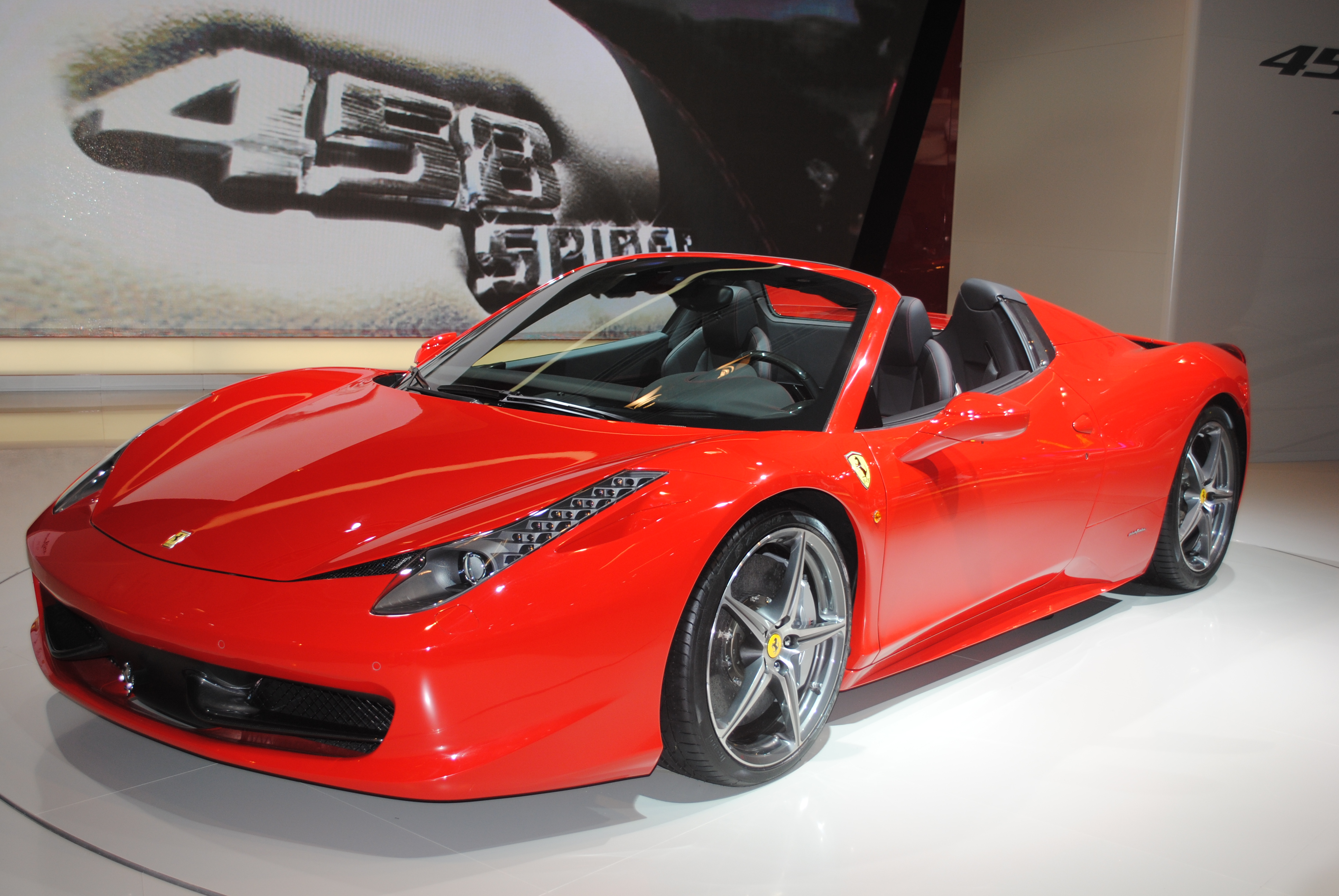
Ferrari 458 Spider
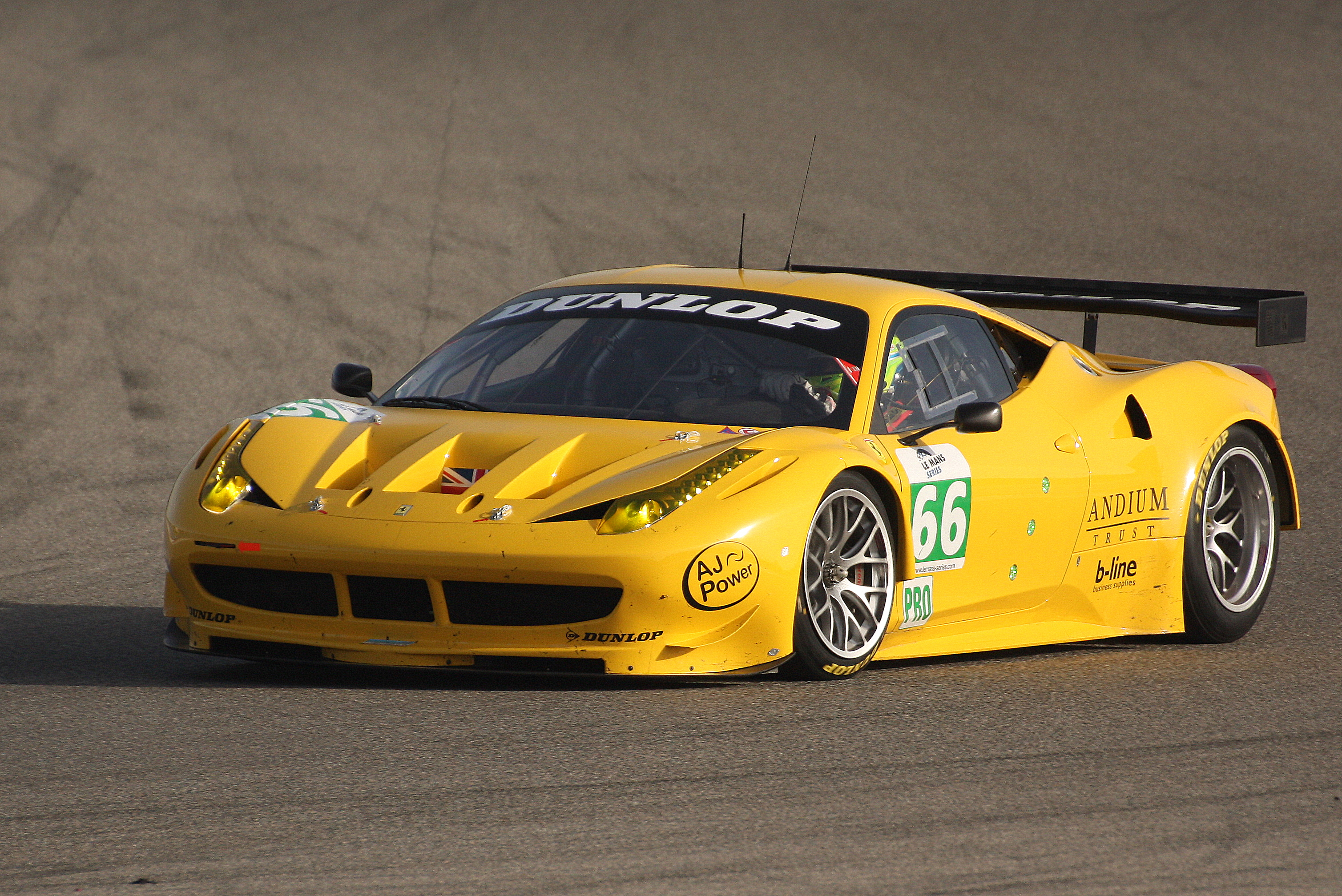
Ferrari 458 GTC
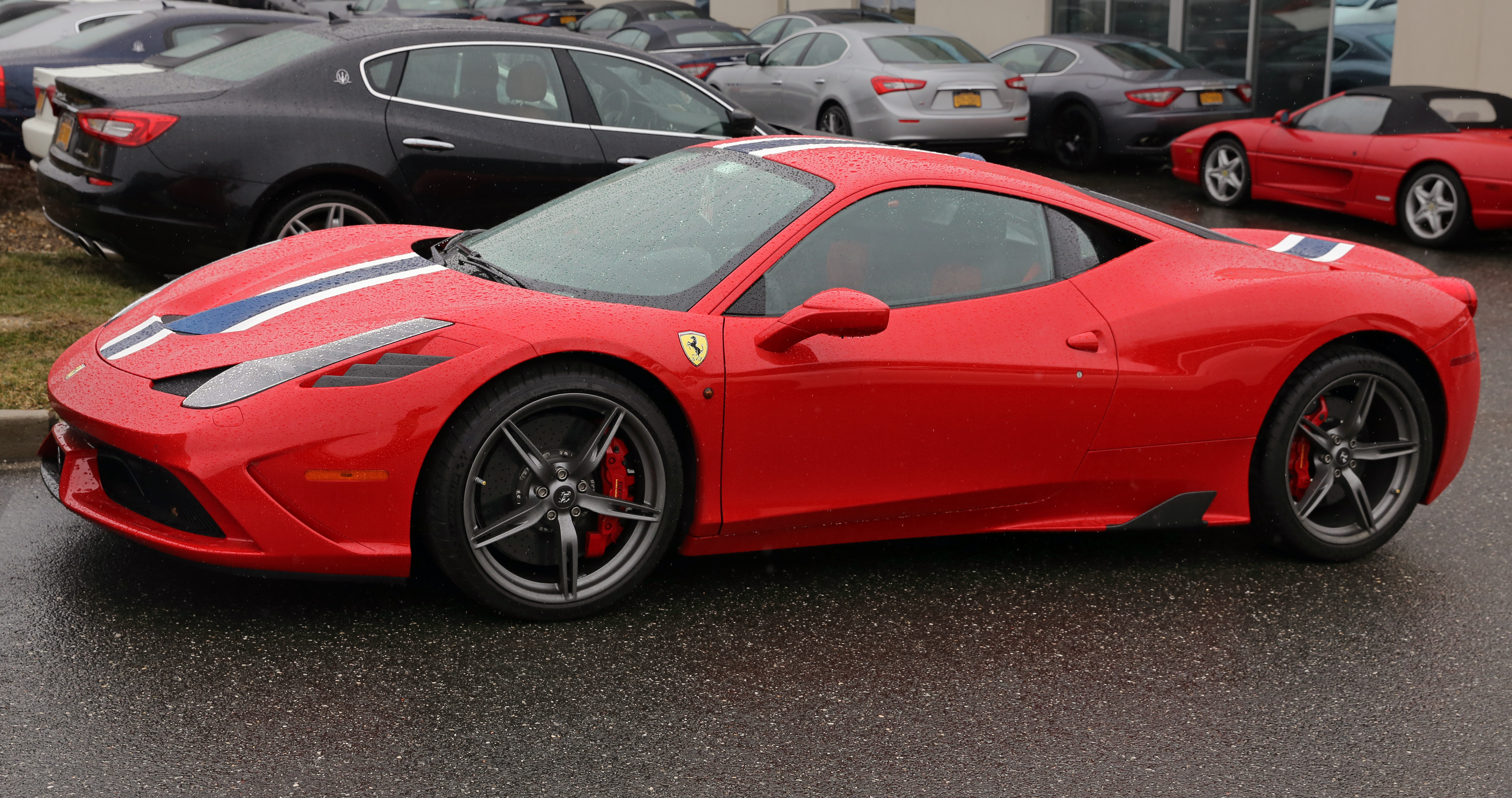
Ferrari 458 Speciale
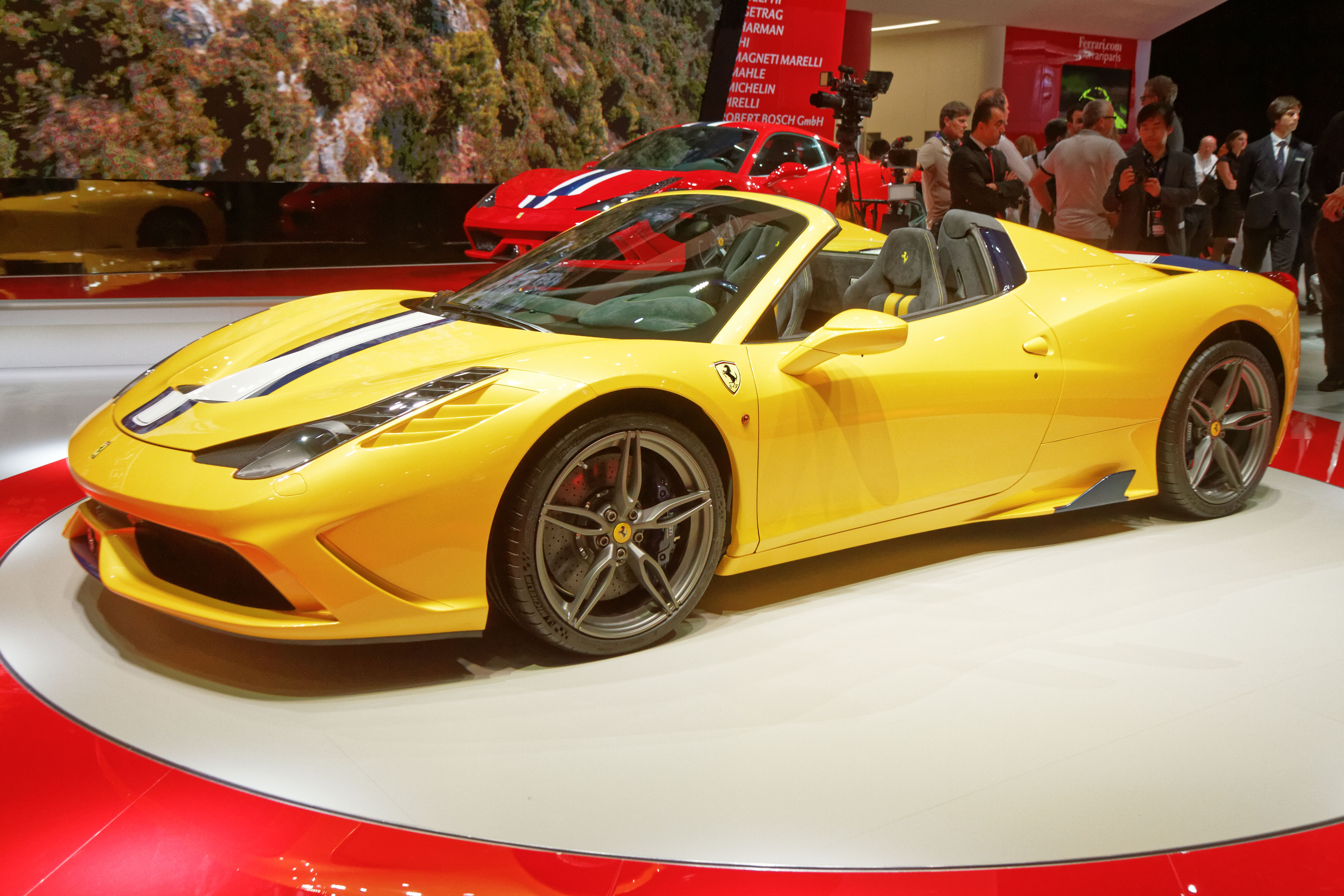
Ferrari 458 Speciale A